# Bmibaby

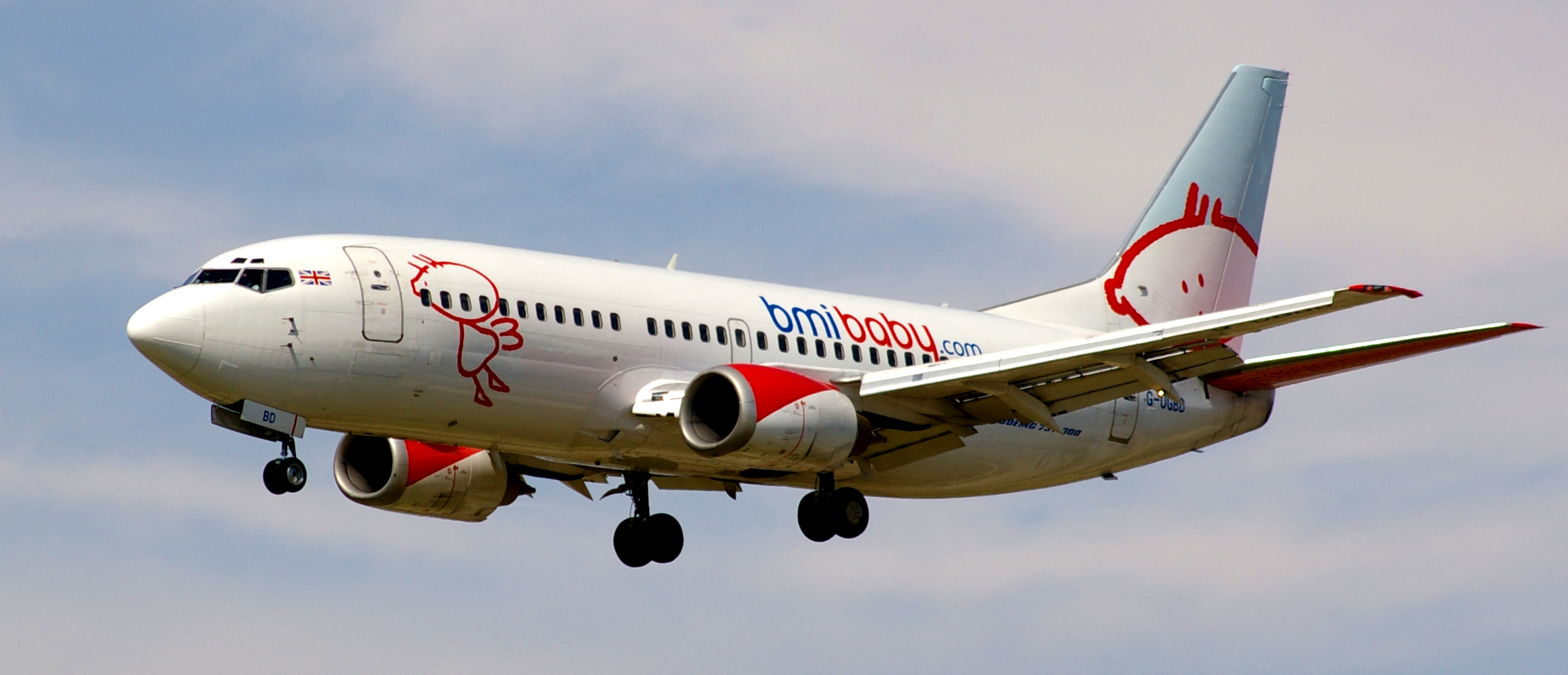
Boeing 737-300 авіакомпанії Bmibaby (в колишній лівреї) у заході на посадку в аеропорту Барселона (Іспанія), 2010 рік

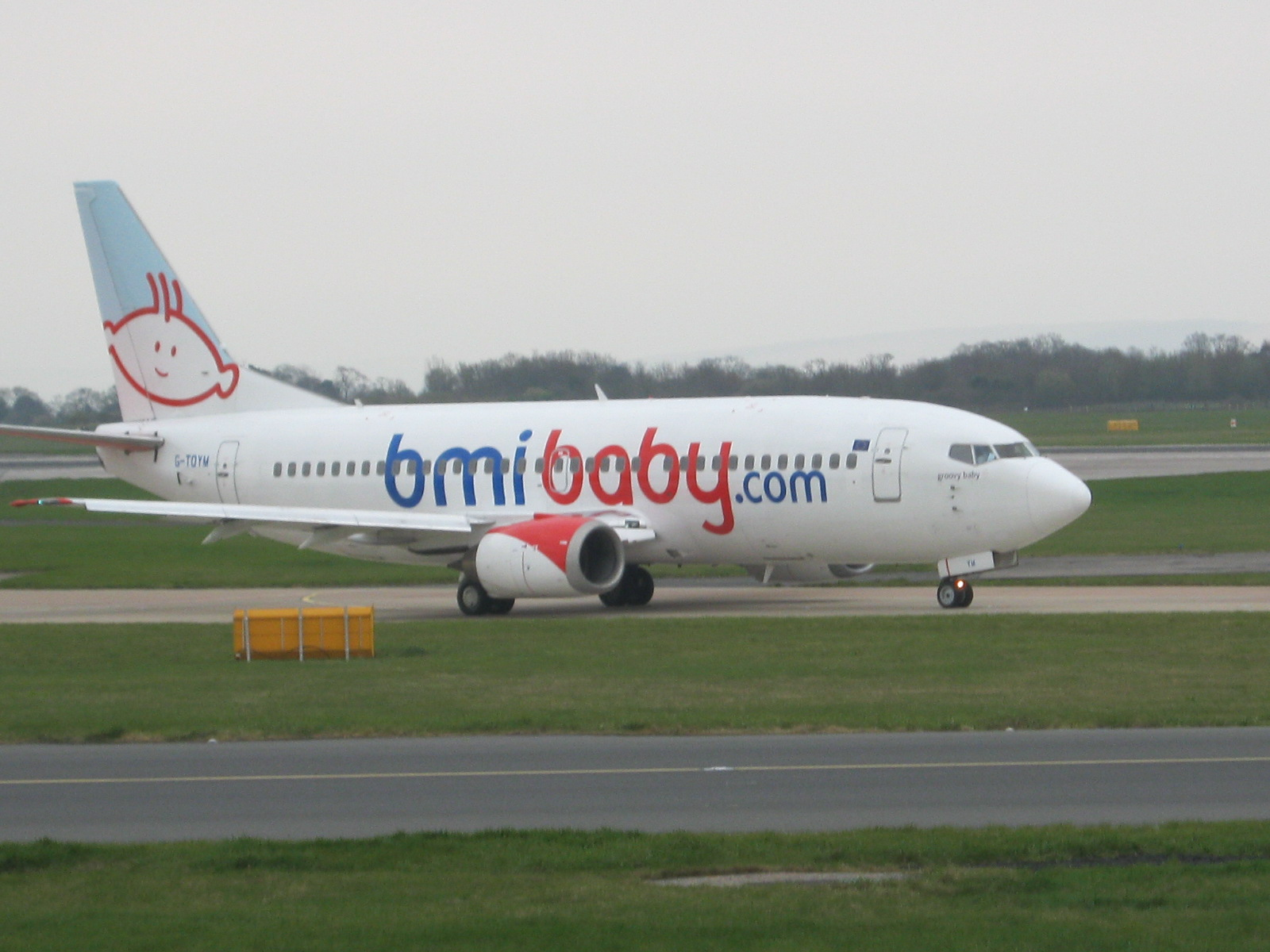
Boeing 737-300 авіакомпанії Bmibaby (в новій лівреї, але зі старим логотипом на хвості) на рулюванні в аеропорту Манчестера, 2011 рік

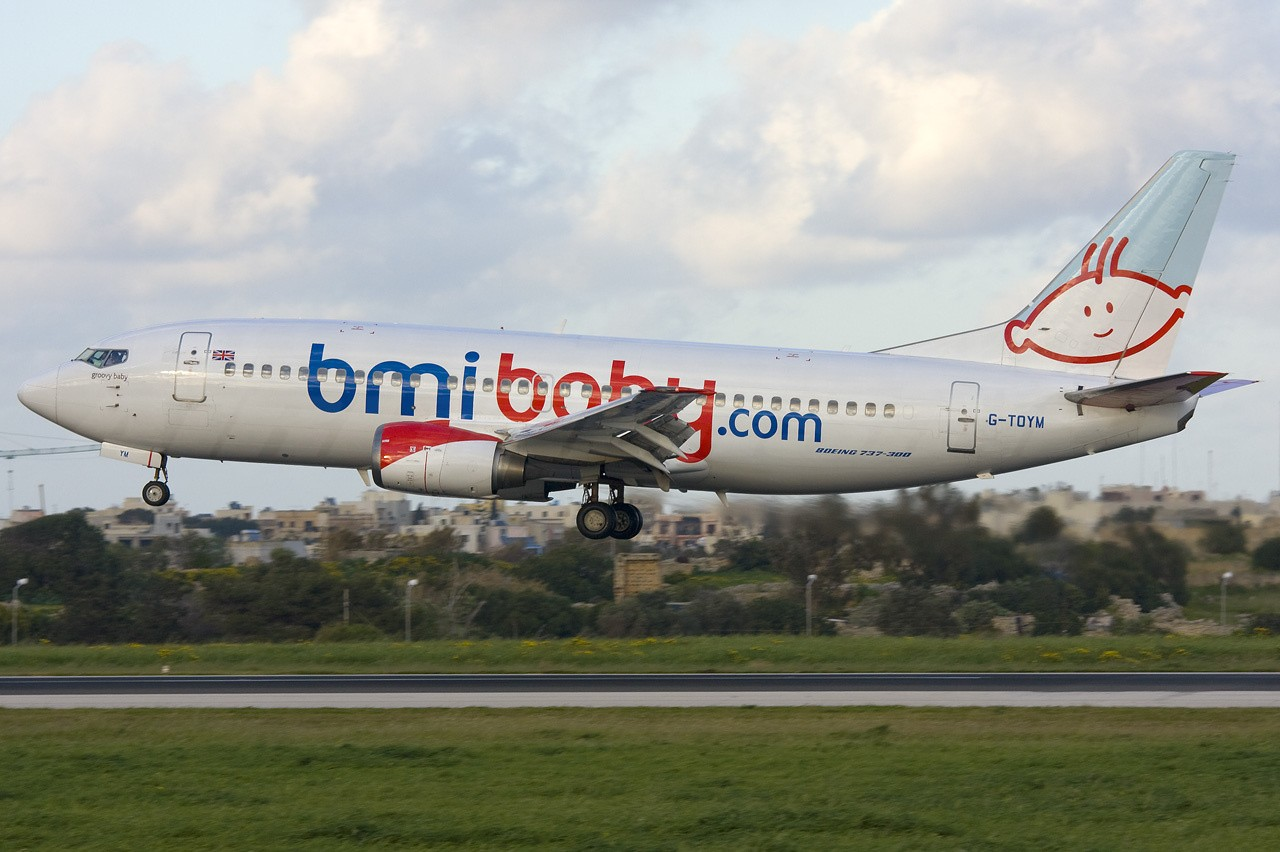
Boeing 737-36Q авіакомпанії Bmibaby (реєстраційний G-TOYM) в міжнародному аеропорту Мальта Лука

Bmibaby (торгова марка bmibaby.com) — скасована бюджетна авіакомпанія Великої Британії зі штаб-квартирою в Касл-Донінгтоні, що була дочірнім підприємством магістральної авіакомпанії BMI. Здійснювала пасажирські перевезення в аеропорти країни Європи головним чином із своїх транзитних вузлів (хабів) в аеропорт Белфаст-Сіті імені Джорджа Беста і аеропорт Східного Мідландса.
Авіакомпанія Bmibaby працювала під ліцензією «А» експлуатанта Управління цивільної авіації Великої Британії, що дозволяє використовувати літаки місткістю 20 і більше пасажирських місць, а також здійснювати вантажні та поштові перевезення всередині країни та за її межами.

## Історія
Авіакомпанія Bmibaby була заснована 24 січня 2002 року і почала операційну діяльність 22 березня того ж року з регулярного маршруту між Східним Мідлендом і Малагою.
Подальше укрупнення маршрутної мережі перевізника спричинило відкриття власних транзитних вузлів (хабів) в аеропортах Кардіффа (жовтень 2002 року), Манчестера (травень 2003 року), Дарема «Долина Тиса» і Бірмінгема (січень 2005 року). Хаб в Дареме був закритий вже в 2006 році внаслідок недостатнього пасажирського потоку через цей аеропорт.
1 березня 2007 року авіакомпанія оголосила про запровадження нового сервісу «only choose what you need» («вибирайте тільки необхідне»), в рамках якого пасажири можуть самі вибирати ті платні послуги, яких вони потребують (наприклад, бронювання квитків з гнучкими датами вильоту, замовлення номера, електронна реєстрація та інші). Одночасно компанія оголосила про поширення дії бонусної програми BMI заохочення часто літаючих пасажирів DMI Diamond Club на власні регулярні рейси.
До 2007 року флот Bmibaby налічував дев'ять літаків Boeing 737, що базувалися в аеропорт Бірмінгема, проте в грудні наступного року авіакомпанія оголосила про припинення п'яти регулярних маршрутів з даного аеропорту з причини поступового зниження пасажирського трафіку через Бірмінгем. У листопаді 2009 року керівництво перевізника заявило про подальше зменшення кількості регулярних рейсів, плановому зменшення в 2010 році кількості експлуатованих лайнерів з 17 до 12 одиниць і про скорочення штату авіакомпанії на 158 робочих місць.
В квітні 2011 року Bmibaby повідомила про закриття власних хабів в аеропортах Манчестера, Кардіффа і до жовтня 2011 року та перенесення центру ваги маршрутної мережі з цих точок у транзитні вузли Бірмінгема, Східного Мідландса і в новий хаб аеропорту Белфаста.
9 вересня 2012 року був здійснений останній політ за маршрутом WW5330 з Малаги в Східний Мідленд.

## Флот
Станом на червень 2011 року повітряний флот авіакомпанії Bmibaby складався з таких літаків, всі пасажирські салони яких сконфігуровані в однокласному компонуванні:
Кілька літаків авіакомпанії мали на своїх лівреї слово «baby» («дитина»).

## Сервіс на борту
У польоті на рейсах Bmibaby пасажирам пропонувався широкий спектр товарів, включаючи різні скретч-картки, які не обкладаються податками парфумерні вироби, іграшки, сувеніри, а також гарячі і холодні напої, закуски і бутерброди. На рейсах в країни Європейського союзу додатково за безмитної вартості можна було придбати цигарки та алкогольні напої. Пропоноване меню пасажирам мало фірмову назву «Tiny Bites» («крихітні шматочки»). На всіх рейсах Bmibaby поширювалися власні ілюстровані журнали «Yeah baby!»
Пасажирські салони на більшості лайнерів авіакомпанії були обладнані темно-синіми шкіряними кріслами, відстань між пасажирськими рядами становила 28-30 дюймів.